# میدان و امواج
یکی از گرایش‌های رشتهٔ مهندسی مخابرات است. گرایش میدان به بررسی میدان‌های الکتریکی و مغناطیسی در محیط‌های مختلف می‌پردازد. از جمله مباحث آن می‌توان به مایکروویو، آنتن، مدارهای فعال، الکترومغناطیس و ... اشاره کرد.
به دلیل پیچیدگی معادلات در این رشته روشهای محاسبات عددی بسیار رایج شده و پیشرفت کرده است.